# Dungeon Keeper 2
Dungeon Keeper 2 is een RTS videospel ontwikkeld door Bullfrog Producties en gepubliceerd door Electronic Arts in 1999 voor Microsoft Windows. Het is in Europa en Noord-Amerika in juni 1999 uitgebracht. Het was de opvolger van "Dungeon Keeper" en de voorloper van het door Electronic Arts gestopte project "Dungeon Keeper 3". Net zoals in Dungeon Keeper neemt de speler in Dungeon Keeper 2 de rol in van een Dungeon Keeper (kerker houder) die een kerker moet uitbouwen en zich moet verdedigen tegen heldeninvasies of andere Keepers. In de "Campaign Mode" is het het doel van de speler om in elk niveau de "Portal Gem" te vinden.

## Gameplay
Het spel speelt nogal op een soortgelijke wijze als zijn voorganger, maar de gameplay is meer gestroomlijnd en bevat minder kleine opdrachtjes, ook is er gezorgd voor de eliminatie van overbodige informatie van de wezens.
Voorbeelden hiervan zijn de verwijdering van de "vijanden te doden" / "sla ze bewusteloos "knop (wezens worden altijd bewusteloos geslagen - het gedrag kan niet worden gewijzigd) en het schepsel-paneel, dat allerlei soorten van irrelevante informatie zoals de bloedgroep en het geluk van een wezen vrijgaf.
De kleuren, de muziek en het geluid in Dungeon Keeper 2 zijn over het algemeen ook helderder en levendiger, de originele Dungeon Keeper was over het algemeen donker en grimmig met een serieuze toets.
Dungeon Keeper 2 neemt ook veel gebruik van droge humor.
Net als het origineel, plaatst Dungeon Keeper 2 de speler in de rol van een strenge Keeper die uit is op wereldheerschappij.
De speler moet alle koninkrijken uit het ondergrondse land veroveren en moet in al deze landen de "Portal gems" vinden, die het portaal kunnen openen om naar de bovenwereld te gaan zodat deze wereld kan overvallen worden door het kwaad.
Het koninkrijk zelf heeft de vorm van een grote tafel met een 3-dimensionale kaart waar de speler op een gebied moet klikken om het aan te vallen, dit is vrij gelijkaardig aan Dungeon Keepers wereldkaart.
Er zijn 20 belangrijke niveaus in de campagne. Sommige niveaus hebben meerdere methoden om gespeeld te kunnen worden, waardoor de speler kan kiezen welke weg hij wil ingaan.
Net als in het origineel, neemt de speler de raadselachtige vorm van een grote drijvende groene hand aan die beweegt over de kaart en dingen opraapt,neer zet, spreuken uitspreekt en aangeeft welke gebieden de dondersteentjes moeten uitgraven.
De game interface bestaat uit een groot paneel aan de onderkant van het scherm en de wereld zelf.
De gameplay is onder toezicht van "De Mentor", een anonieme kwaad klinkende man, ingesproken door Richard Ridings.
Na het voltooien van een campagneniveau ontvangt de speler een korte film die meestal een grap bevat in verband met het spel.
Buiten de campagne, bevat het spel ook multiplayer en skirmish modes, evenals de sandbox-modus "My Pet Dungeon ".
In "My Pet Dungeon" niveaus heeft de speler een doel zoals bijvoorbeeld "10.000 punten verzamelen". Als deze doelstelling is volbracht, kan de keeper kiezen of hij wil doorspelen of stoppen.
In de skirmish-modus kan de speler vechten tegen bots maar de moeilijkheidsgraad van de bots is niet bijzonder hoog.

### Verschillen met de voorganger
- Het videospel is nu volledig in 3D
- Spreuken kosten nu geen goud meer maar worden betaald door een nieuwe magische kracht mana.
- De eigen wezens sterven niet meteen in een gevecht maar ze vallen bewusteloos neer zodat de dondersteentjes hen gedurende een korte tijd kunnen redden door ze naar hun hol te plaatsen.
- Als de speler na het grijpen van een wezen het opnieuw loslaat dan heeft het wezen een korte herstelperiode nodig.(hangt af van wezen tot wezen)
- Dondersteentjes kunnen niet meer getraind worden, ze verdienen nu ervaringspunten door allerlei klusjes te doen in de eigen kerker.
- Er zijn twee nieuwe kamers

1. De strijdput
2. Het casino

- De "Horned Reaper" is geen te besturen wezen meer maar kan nog wel voor 100000 mana opgeroepen worden voor een korte periode.
- Spreuken kunnen nu opgewaardeerd worden
- Vele wezens zijn verwijderd en ook veel nieuwe wezens hebben het licht gezien.

### Wezens
- Duveltje: Deze wezens kan de speler maken uit mana, ze zijn de ruggengraat van elke kerker omdat er zonder de donderstenen geen kerker zou zijn. (Kapt goud, diamant, zorgt voor de expansie van de eigen kerker en neemt gebied in maar is niet strijdvaardig.)
- Kobolt: Op zichzelf zwak, maar in een troep zeer sterk
- Vuurvlieg: Een zwak wezen dat alleen maar als een verkenner kan dienen
- Tovenaar: Zeer krachtig wezen, wordt aangetrokken door een Bibliotheek
- Salamander: Een reuze salamander die door lava kan waden
- Duistereelf: Vrouwelijke elf die wordt aangetrokken door een wachtpost
- Trol: Een sterk maar lui wezen dat wordt aangetrokken door een werkplaats
- Galdemon: Een sterk maar zeer lui wezen dat alleen maar naar de eigen kerker komt mits een ruime Broedplaats
- Vampier: Komt tot leven als er een wezen sterft in het eigen mortuarium
- Duistere engel: zeer sterk wezen dat erop wijst dat de kerker succesvol is
- Zwarte ridder: sterk wezen dat wordt aangetrokken door een strijdput
- Meesteres: Wordt aangetrokken door een martelkamer en wordt ook graag gemarteld
- Bandiet: Wordt aangetrokken door een casino
- Skelet: Een wezen dat in de gevangenis van een speler sterft komt als een skelet tot leven (heeft geen eten nodig)
- Ook nog een aantal wezens die men door martelingen kan laten overlopen

### Gebouwen
- Hol: hier slapen de wezens van de speler
- Broedplaats: Hier eten de wezens van de speler
- Schatkamer: goudopslag
- Bibliotheek: wezens doen hier onderzoek naar nieuwe spreuken
- Hart van de kerker: Zonder dit gebouw verliest de speler het level(mana wordt hierin opgeslagen)
- Trainingszaal: Hier kunnen de eigen wezens ervaringspunten opdoen
- Gevangenis: Hier kan men vijandelijke wezens die bewusteloos zijn inzetten tot ze veranderen in een skelet dat het eigen leger komt versterken
- Kerkhof: Hierin kunnen de lijken van dode wezens transformeren tot een vampier
- Martelkamer: Hier kan men vijanden martelen opdat ze informatie vrijgeven of aan de kant van de speler komen te staan
- Tempel: Hier kunnen wezens bidden om een hogere mana opbrengst te verzorgen.
- Werkplaats: Wezens kunnen hierin allerlei beschermingswerken voor de kerker maken.
- Portaal: Zonder dit gebouw te veroveren kan de kerker geen wezens ontvangen.
- Arena: Hierin kan men wezens de ervaringspunten geven die ze niet in de oefenruimte konden verkrijgen.
- Casino: Dit is een ruimte waarin de eigen wezens zich kunnen ontspannen door te gokken.
- Wachtpost: Hierin kan de speler enkele wezens plaatsen die dan een groot omringend gebied bewaken.

### Systeemeisen
Pentium II 166 MHz of hoger, 32 MB RAM of meer, 2 MB Video RAM of meer, 300 MB hard drive space of meer, DirectX 6.0 of hoger.
De systeemeisen zijn anno 2011 niet hoog.
De game wordt enkel nog tot Windows XP correct ondersteund.
Windows Vista en windows 7 hebben problemen met het ondersteunen van de grafische delen van de game.
Het afzetten van hardware acceleratie kan een oplossing zijn of men kan werken met de Microsoft Compatibility Toolkit.

## Ontvangst
Hoewel Dungeon Keeper 2 het niet zo goed heeft gedaan als zijn voorganger, transformeerde het de serie succesvol in 3D. Vele gamesites zoals Gamespot en IGN gaven het spel een behoorlijk goede score.(zie externe link voor bronnen)

## Vervolg
Dungeon Keeper 2 had een korte trailer als bonusmateriaal, deze trailer ging over de opvolger van het spel Dungeon Keeper 3. Maar dat project werd gestopt in maart van het jaar 2000.
War for the Overworld - Opvolger van Dungeon Keeper 2. Ontwikkeling door Subterranean Games.